# سایه (فیلم ۱۳۹۴)
سایه فیلمی به کارگردانی مسعود نوابی، نویسندگی سیروس رنجبر و وانا همتی و تهیه‌کنندگی بهنام شهیدی ساختهٔ سال ۱۳۹۴ است.
این فیلم در تاریخ ۳ شهریور ۱۳۹۵ در سینماهای ایران اکران شده است.

## خلاصه داستان
روایت فیلم «سایه» درباره دختری جوان است که با مخالفت شدید پدرش در مسیر ازدواج با مرد مورد علاقه‌اش روبه‌رو می‌شود. این مخالفت به زنجیره‌ای از اتفاقات اجتماعی، احساسی و خانوادگی منجر می‌گردد که سرنوشت شخصیت‌ها را تغییر می‌دهد.

## بازیگران
- رضا کیانیان
- پدرام شریفی
- دیبا زاهدی
- فاطمه گودرزی
- شبنم مقدمی
- ثریا قاسمی
- محمود مقامی
- امیرضا زرین‌بخش
- مهدی موسی‌خانی